# Emergence International
Emergence International (EI) es una comunidad mundial de Científicos Cristianos, que busca dar ayuda espiritual y educativa para las lesbianas, gais y bisexuales dentro del movimiento de la Ciencia Cristiana.

## Nombre y Misión
El nombre deriva de una cita de su fundadora, Mary Baker Eddy, ("Emerge gently from matter into Spirit. Think not to thwart the spiritual ultimate of all things, but come naturally into Spirit through better health and morals and as the result of spiritual growth." ("Science and Health with Key to the Scriptures" by Mary Baker Eddy p. 485)) y tiene una función educativa para las lesbianas, gais y bisexuales.

## Historia
Surge en 1978, reaccionando a la homofobia que por aquel entonces predominaba en las iglesias. Se fueron formando grupos de ayuda de LGBT de Científicos Cristianos, primero en Nueva York y luego en Los Ángeles. En los años siguientes la idea se propagó a otras ciudades. La primera Conferencia Nacional LGBT de Científicos Cristianos fue llevada a cabo en Chicago en 1983. En 1985, en la segunda Conferencia Nacional, también en Chicago, representantes de grupos locales formaron la División Internacional.

## Organización
EI organiza una conferencia donde se presentan las ideas, los talleres y un servicio único de culto. Las conferencias se llevan a cabo anualmente en varias ciudades en los Estados Unidos. Los miembros de EI también se apoyan con publicaciones y a través de un foro de discusión en Internet.

## Literatura
Bruce Stores: Christian Science: Its Encounter with Lesbian/Gay America". | iUniverse, Inc.(ISBN 0-595-32620-X paperback, 0-595-66658-2 hardcover.)
- Datos: Q477410